# مطالعه موردشاهدی

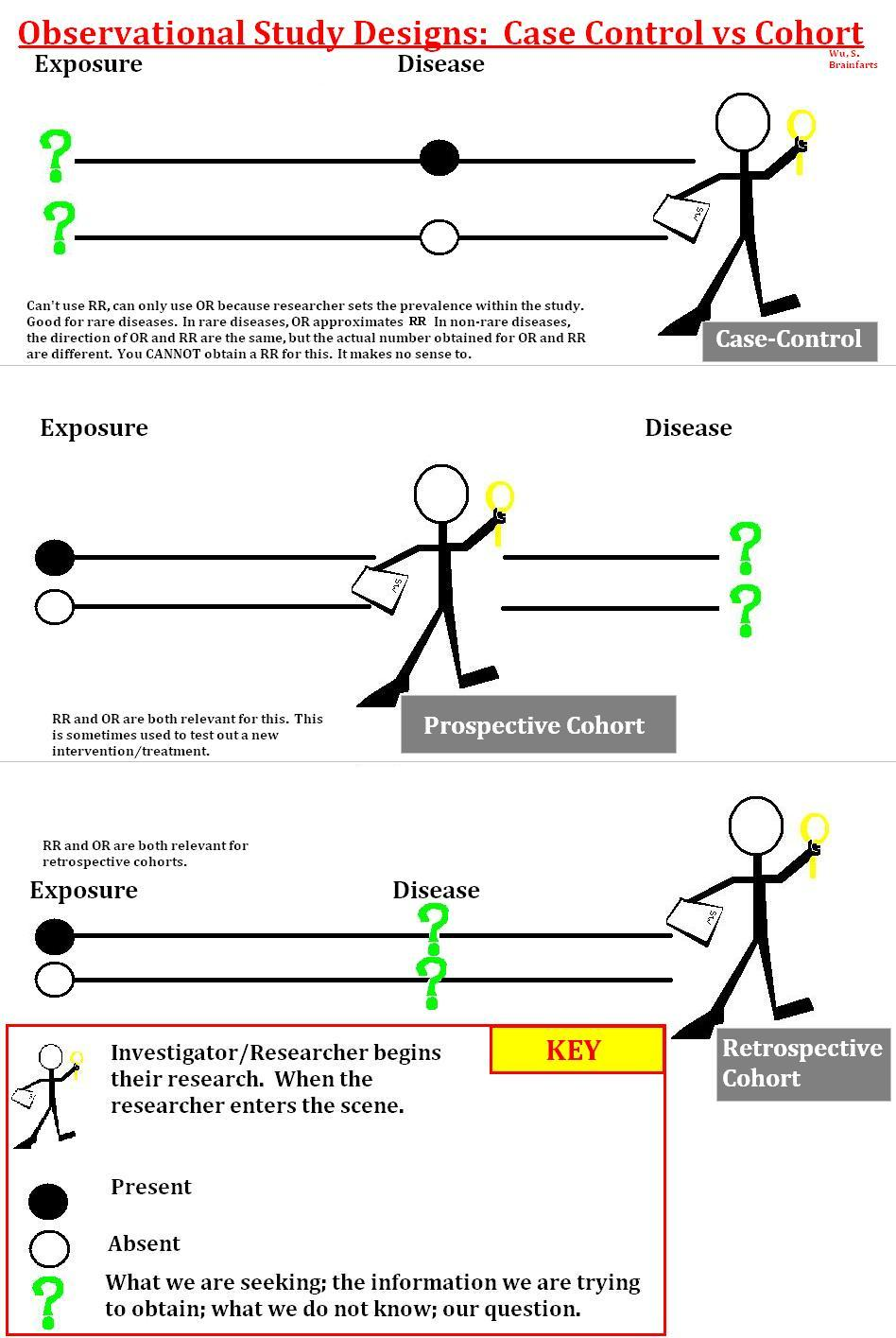
مطالعات موردشاهدی در زندگی

مطالعهٔ موردشاهدی روشی در طراحی مطالعات علمی است که در آن سابقهٔ متغیرهای مستقل در دو گروه دارای متغیر وابسته (گروه مورد) و فاقد آن (گروه شاهد) مقایسه می‌شود.
مطالعات موردشاهدی نوعی مطالعهٔ مشاهده‌ای محسوب می‌شوند.